# Цвинтарі Чернігова
Першими цвинтарями в Чернігові були приходські та монастирські. Але зростання міської території та збільшення кількості населення призвело до перепланування місць поховання.
Станом на 2016 рік у Чернігові знаходиться 11 цвинтарів, з яких 5 чинних: Яцево — площею понад 100 га (понад 97 000 поховань), Коти — 1,32 га, р-н ТЕЦ (вул. Заміська) — 0,67 га, Півці —1,52 га, Олександрівка — 0,42 га. Кладовища по вулицях Кочерги, Шевченка, Любецькій, Старобілоуській, в урочищі Ялівщина і Німецьке кладовище закриті. Найбільшим є «Яцево».
У березні 2022 року деяких загиблих чернігівців ховали на кладовищі в мікрорайоні Забарівка — і військових, і цивільних.

## Кладовища Чернігова

Пам'ятник на могилі М. Коцюбинського на Болдиних горах

- На Болдиних горах
- Міське

- Єврейське

- Кладовище у «Берізках»
- Військове кладовище
- «Холерне кладовище»
- Некрополь Дзвонкевичів

## Церковні некрополі

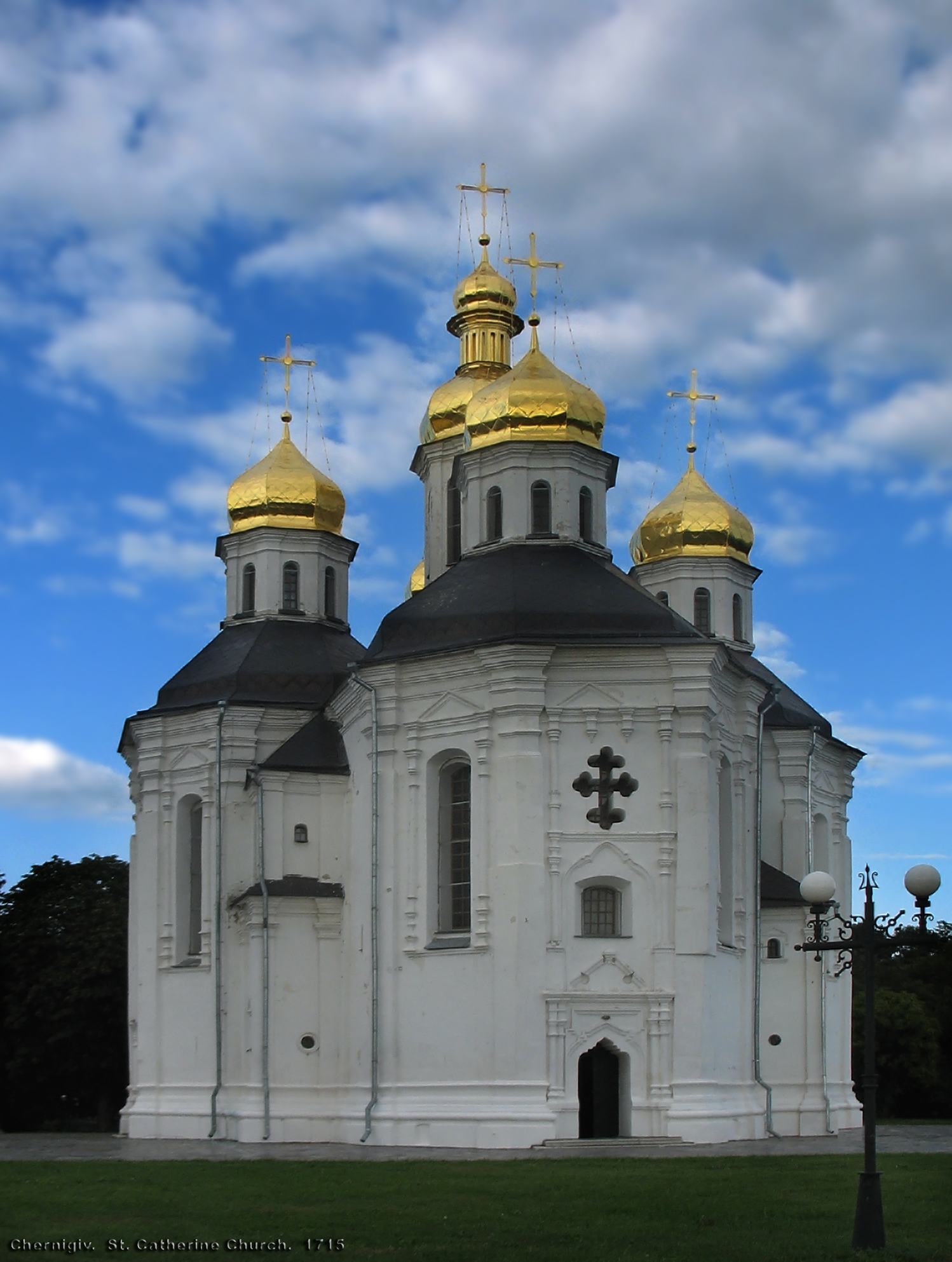
Катерининська церква

- Некрополь Спасо-Преображенського собору
- Некрополь Борисоглібського собору

Почав формуватися на початку ХІІ ст. Борисоглібський собор був побудований як родинна усипальниця чернігівських князів династії Святославичів, які князювали в Чернігові понад сто років.
- Некрополь Успенського собору

Архімандрит Єлецького монастиря Іоаникій Галятовський у збірці оповідань з історії Єлецького монастиря «Скарбница потребная» (1676): «Под полом Соборной Успенской церкви погребены тела князей и дворян русских. Такое усердие имели они к Елецкой иконе Богоматери вследствие ее чудес».
- Цвинтар Катерининської та Покровської церков

## Старовинні цвинтарі
У 2018 р. на Єлецькій горі знайдене старовинне семиярусне кладовище що сформувалося після нашестя монголів у XIII сторіччі.